# Karl Bryan
Karl „Cannonball“ Bryan (eigentlich Karl Altamont Bryan; * 3. April 1937 in Kingston) ist ein jamaikanischer Saxophonist des First-Wave Ska, Rocksteady und des Early Reggae. Karl Bryan wirkte als Studiomusiker an unzähligen Aufnahmen mit und war auch Mitglied der wieder gegründeten Skatalites. Sein Spitzname „Cannon“ ist eine Hommage an den Saxophonisten Cannonball Adderley.

## Leben und Wirken
Bereits in jungen Jahren interessierte sich Bryan für Musik und begeisterte sich für die Jazz-Saxophonisten Charlie Parker und John Coltrane. Die Familie war sehr arm, der Vater starb früh. Das berechtigte ihn ab 1949 zum Besuch der Alpha Boys School, wo er unter der Leitung von Reuben Delgado das Spiel der Klarinette erlernte. Nach Abschluss der Schule 1953 spielte Bryan zunächst in den Marschkapellen von Polizei und Militär, gab diese Engagements jedoch zugunsten besser bezahlter Tanzmusik auf und wechselte von der Klarinette zum Saxophon. Im Jahr 1954 spielte er Sopran-, Alt-, Tenor- und Baritonsaxophon im Stanley Headlam Orchestra.
Ab 1955 trat er für sieben Jahre in verschiedenen Hotels auf und spielte Jazzstandards für Touristen. Im Jahr 1962 war er an der Benefit Jazz Show im Regal Theater beteiligt, wo er mit den zukünftigen Skatalites Don Drummond, Roland Alphonso, Tommy McCook und Ernest Ranglin auftrat.
Ab Mitte der Sechzigerjahre spielte er als Sessionmusiker auf Aufnahmen von Tommy McCook & The Supersonics, The Soul Vendors, Derrick Harriott & The Crystalites und anderen. Als Studiomusiker nannte er sich wahlweise Carl Bryan, Cannon Ball oder King Cannon.
In den 1970er Jahren gehörte er mit Reuben Alexander und Billy Cooke zum Jamaica Workshop von Cecil Lloyd. Von 2004 bis 2007 tourte er als Mitglied der Skatalites.
Im Lauf seiner Karriere spielte Karl „Cannonball“ Bryan unter anderen mit Zoot Sims, Patti Labelle, Ben E. King, Sammy Davis Jr., Jackie Wilson, Johnny Nash und Bob Marley. Er machte Aufnahmen für die Musikproduzenten Coxsone Dodd, Duke Reid, Derrick Harriott, Bunny Lee und weitere.

## Diskografie (Auswahl)

### Singles
- 1965: Karl Bryan: Ska Is Here to Stay / Ezekiel Brown: Top of the World (7-inch-Vinyl, SEP Records)
- 1968: Jackie Mittoo: Napoleon Solo / Cannon Ball & The Soul Vendors: You Are My Everything (7-inch-Vinyl, Coxsone Records, CS 7050)
- 1969: Scorchers: Hold on Tight / Cannon Ball & Johnny Melody: Dildo Macka (7-inch-Promo, Matador)
- 1969: Karl Bryan & The Crystalites: Slippery / The Crystalites: Tonight (7-inch-Vinyl, Chrystal Records)
- 1970: Alton Ellis: Christmas Coming / Karl Bryan: Sunday Version (7-inch-Vinyl, Studio 1)
- 1971: Karl Bryan: LSD / Randy’s All Stars: LSD Version (7-inch-Promo, Randy’s)
- 1972: The Burning Spears: New Civilization / Karl Bryan & The Affrokats: Money Generator (7-inch-Vinyl, Iron Side)
- 1975: Cannonball: Square From Cuba (Reggae) / Square From Cuba Version (7-inch-Vinyl, Wild Flower)
- 1977: Karl Bryan: A House Is Not a Home / Soul Vendors: House Is Not a Dub (7-inch-Vinyl, Studio 1)

### Alben
- Reggae Girl (Big Shot, 1968)
- A Cannonball Christmas (Melody Sweet Music, 2006)